# 全日本職業摔角
全日本職業摔角（英語：All Japan Pro Wrestling，簡稱：AJPW或AJP），是日本職業摔角的推廣機構，其成立源自摔角手巨人馬場與日本職業摔角協會不和，繼另一明星摔角手安東尼奧·豬木於1972年1月13日成立新日本職業摔角之後，於同年10月21日毅然自立門戶。當年有很多摔角手追隨巨人馬場轉會到AJPW，日本職業摔角協會於翌年倒閉後，更多的摔角手亦相繼入團。現任社長為福田剛紀。

## 歷史

### 1970年代
- 1972年10月21日，成立。直到巨人馬場去世前，基本上團體所有事情都由馬場決定，選手跟職員只要照馬場說的去做即可。
- 1973年4月27日，日本職業摔角協會倒閉，部分選手入團。

### 1980年代
- 1981年8月9日，國際摔角企業(International Wrestling Enterprise)倒閉，其後部分選手入團。
- 1984年，由長州力率領的「日本職業摔角」(ジャパンプロレス)脫離新日本職業摔角前來參戰，多次與全日本正規軍及外國人選手進行軍團對決。
- 1987年，「日本職業摔角」分裂，部分選手入團，部分選手回去新日本職業摔角。
- 1988年6月10日，PWF世界雙打王座及國際雙打王座兩個頭銜統一為「世界雙打王座」，由PWF世界雙打王者巨無霸鶴田（日语：ジャンボ鶴田）、谷津嘉章組擊敗國際雙打王者神鷹戰士(Road Warrior Hawk)、野獸戰士(Road Warrior Animal)組，成為初代世界雙打冠軍。
- 1989年4月16日，PWF重量級王座、國際重量級王座、UN重量級王座三個頭銜統一為「三冠重量級王座」，由國際重量級王者巨無霸鶴田對戰PWF重量級、UN重量級雙冠王者史坦·漢森（英语：Stan Hansen），最後鶴田以對手犯規裁定獲勝，此結果讓摔角迷非常不滿。2天後4月18日雙方再戰，並採特別規則取消對手犯規、場外出局等以裁判裁定勝敗的規定，完全以招式決定勝負，最後鶴田擊敗漢森成為初代三冠王者。

### 1990年代
- 1990年4月13日，和新日本職業摔角、WWF(今WWE)合辦大會後，採行鎖國政策不與其他職業摔角團體交流。鎖國期間社長巨人馬場要求所屬選手不得對其他團體與其選手公開發表意見，前來訪問的記者也都很有默契地不會問其他團體的問題。
- 1990年4月26日，天龍源一郎退團加入SWS，不少選手跟隨天龍一起退團，為史上第1次出現選手大量退團情形。雖然在此之後觀眾人數有所衰退，但在三澤光晴、川田利明、田上明（日语：田上明）、小橋健太(即後人所稱的「四天王」)投入主要戰線之後，觀眾人數逐漸回流，並在幾個系列賽後便開始加速成長，社長巨人馬場還認為這是公司最賺錢的時候。即使1992年11月原本的台柱選手巨無霸鶴田因為罹患B型肝炎而無法繼續擔任主秀選手，仍不影響票房成長。
- 1992年6月5日，當日舉行的「史坦·漢森VS川田利明」三冠王座頭銜戰為1992年度最佳比賽。
- 1992年10月21日，舉辦20周年大會，以「三澤光晴VS川田利明」三冠王座頭銜戰為壓軸。
- 1995年1月19日，當日舉行的「川田利明VS小橋健太」為史上第一場打滿60分鐘平手的三冠王座頭銜戰。
- 1995年1月24日，當日舉行的「三澤光晴、小橋健太VS川田利明、田上明」為史上第一場打滿60分鐘平手的世界雙打王座頭銜戰。
- 1995年4月2日，參加由多個職業摔角團體合辦的「夢之橋」大會並提供1場比賽(三澤光晴、小橋健太、史坦·漢森VS川田利明、田上明、強尼·艾斯)，但仍未實質上與其他團體交流。
- 1995年6月9日，當日舉行的「三澤光晴、小橋健太VS川田利明、田上明」世界雙打王座頭銜戰為1995年度最佳比賽。
- 1996年9月11日，川田利明代表參戰UWF國際(UWF International)神宮球場大會(對手為高山善廣（日语：高山善廣）)，是結束鎖國政策，實施門戶開放後的第一場比賽。但所謂的「門戶開放」實際上是由其他團體向全日本申請，再由全日本方面決定參戰選手，且退團或是與團體有過糾紛的選手(如天龍源一郎)，其所屬團體不在交流範圍內。
- 1997年3月1日，從團體成立就加入的資深裁判喬樋口（日语：ジョー樋口）在擔任「三澤光晴VS史提夫·威廉斯（英语：Steve Williams (wrestler)）」三冠王座頭銜戰的裁判後正式從裁判引退，專心負責公司外國相關事務。
- 1997年10月21日，舉辦25周年大會，同日舉行的「三澤光晴VS小橋健太」三冠王座頭銜戰為1997年度最佳比賽。
- 1998年5月1日，首度於東京巨蛋舉辦大會，同日舉行的「三澤光晴VS川田利明」三冠王座頭銜戰首度採無時間限制(一般以60分鐘為限，打滿60分鐘平手由王者防衛成功)。
- 1998年9月，社長巨人馬場將比賽對戰卡司安排權交給三澤光晴，自此過往較不被重視的次重量級選手逐漸受到重視並活躍，其中小川良成被三澤拔擢為搭檔，並經常與重量級選手比賽。
- 1998年10月31日，當日舉行的「小橋健太VS三澤光晴」三冠王座頭銜戰為1998年度最佳比賽。
- 1999年1月31日，巨人馬場去世，同年5月2日為其舉辦引退儀式。
- 1999年3月6日，為長年的台柱選手巨無霸鶴田舉辦引退儀式。
- 1999年5月7日，三澤光晴接任社長，為了挽回因巨人馬場去世而流失的摔角迷以及改善衰退的地方大會票房，而開始進行改革。
- 1999年9月4日，首度以摔角迷票選的「5大單打比賽」取代「三冠王座頭銜戰」作為系列賽最後壓軸卡司，分別是田上明VS馳浩、三澤光晴VS高山善廣、小橋健太VS鬥士(The Gladiator)、川田利明VS貝達、秋山準VS大森隆男（日语：大森隆男）。其中秋山VS大森因為是票選第一名所以排在壓軸，川田因傷缺賽而由三澤安排自己打2場。
- 1999年9月18日，在摔角迷感謝日中首度舉辦「完全由現場觀眾抽籤決定對戰組合」的活動。

### 2000年代
- 2000年4月，因為想要改革公司的社長三澤光晴，與希望公司維持和巨人馬場生前一樣，持有85%股份的巨人馬場遺孀馬場元子（日语：馬場元子）之間的衝突愈來愈激烈，故所有契約到期的所屬選手均未續約，此時選手是在無契約的狀態下開始新的系列賽。
- 2000年5月13日，巨無霸鶴田於菲律賓馬尼拉進行肝臟手術時因休克及大量出血而去世，其大體於5月16日運回日本，由社長三澤光晴接機。當時三澤仍在媒體前表示不會忘記馬場與鶴田的教誨要守護團體。
- 2000年5月28日，副社長百田光雄在臨時董事會上提案解除三澤光晴的社長職務，認為自己有志難伸的三澤順利辭去社長一職。

#### 三澤光晴擔任社長期間與馬場元子的糾紛
- - 三澤光晴發現公司主要收入只有門票收入，其他選手周邊商品販賣收入、摔角以外的演藝活動、演說活動及電玩遊戲契約等收入流向均不明。在了解部分金錢流向馬場元子持有的全日本子公司後，打算派監察委員調查金錢流向時被馬場元子阻撓。
  - 三澤光晴想將選手的入場方式改華麗一點，馬場元子覺得「華麗的出場方式一點都不像全日本」。
  - 三澤光晴作為社長但無法直接發布比賽對戰組合，所有對戰組合於正式發布前都得讓馬場元子先過目。
  - 三澤光晴安排沒有三冠戰的系列賽，改以開放摔角迷票選的5大單打比賽作為系列賽最後一天的主要賽程；並且於之後的秋季摔角迷感謝日舉辦完全由現場觀眾抽籤決定對戰卡司的活動，被馬場元子及部分保守派董事認為是「不倫不類」、「一點都沒有全日本的風格」，摔角迷對此安排支持與反對意見都有。
  - 三澤光晴打算將所屬選手契約從「有比賽才有薪資」改成「有年度基本薪資保障及休養期間薪資保障」，這點讓馬場元子頗有微詞。

- 2000年6月13日，三澤光晴退團，成立新團體「職業摔角NOAH」，其他共有24名選手跟隨三澤一起退團（英语：2000 All Japan Pro Wrestling mass exodus），僅剩下川田利明、淵正信（日语：渕正信）2位所屬選手，為史上第2次出現選手大量退團情形。
- 2000年6月16日，宣布由巨人馬場遺孀馬場元子擔任社長，川田利明及淵正信擔任副社長。已經退團的三澤光晴等25位選手表示願意參戰至下一個系列賽結束為止。
- 2000年6月19日，召開緊急記者會，以「已經退團的選手打不出巨人馬場先生理想的摔角」為理由，不要求已經退團的三澤光晴等25位選手參加接下來的系列賽，僅基於「信賴關係」及「契約考量」要求於4個大會(7月13日松山、7月15日七尾、7月17日富山及7月20日博多)出賽，這4個大會已經退團的選手沒有和任何殘留的選手及外國選手搭檔或對戰。同時長期負責電視轉播比賽的日本電視台終止轉播，10年前退團的天龍源一郎再度回歸參戰，之後陸續有其他團體選手及自由選手參戰。
- 2000年8月7日，淵正信登上新日本職業摔角的擂台向新日本宣戰，9月11日蝶野正洋參戰日本武道館大會，10月9日川田利明參戰新日本東京巨蛋大會，是兩團體相隔10年後再度交流。
- 2001年1月28日，為長期參戰且成為台柱選手的史坦·漢森舉辦引退儀式。
- 2002年2月26日，因為不認同安東尼奧·豬木將綜合格鬥技引進摔角界的作法，武藤敬司、小島聰（日语：小島聡）、劍道卡辛（日语：ケンドー・カシン）等選手退出新日本職業摔角，並於這天入團。
- 2002年10月，武藤敬司就任社長。
- 2004年2月22日，於本次日本武道館大會後自日本武道館撤退。
- 2004年7月10日，武藤敬司、太陽蓋亞參戰NOAH東京巨蛋大會，7月18日三澤光晴參戰兩國國技館大會，是全日本與NOAH分裂事件（英语：2000 All Japan Pro Wrestling mass exodus）後兩團體首度交流。
- 2008年11月16日，首度在台灣舉辦大會。

### 2010年代
- 2011年5月29日，反派軍團「巫毒殺手幫」(VOODOO-MURDERS)發生在休息室毆打其他選手的事件，該軍團被強制解散，武藤敬司為承擔責任於6月7日辭去社長職務，由內田雅之繼任社長。
- 2012年11月1日，取得100%股份的白石伸生擔任社長。
- 2013年6月1日，武藤敬司退團，成立新團體「WRESTLE-1」，其他共有11名選手及所有練習生跟隨武藤一起退團，為史上第3次出現選手大量退團情形。
- 2013年7月5日，前一年底退出職業摔角NOAH（英语：Pro Wrestling Noah），從這年起參戰的秋山準、潮崎豪（日语：潮崎豪）、金丸義信（日语：金丸義信）、鈴木鼓太郎（日语：鈴木鼓太郎）及青木篤志（日语：青木篤志）5位「Burning」軍團選手正式入團，秋山和金丸相隔13年後再度回歸。
- 2013年8月25日，因三冠重量級王座的三條腰帶已經老舊斑駁，且有將三條腰帶整合成一條的規劃，故於當日諏訪魔（日语：諏訪魔）與潮崎豪的三冠戰結束後，將三條腰帶歸還團體創辦人馬場家，並於同年10月27日公開新的三冠重量級腰帶。
- 2014年7月1日，秋山準接任社長。於接受訪問時表示雖然已經預料到擔任社長是很艱難的事情，不過實際上任後才知道以前三澤光晴有多辛苦。[1][2]
- 2015年秋天，潮崎豪、曙、鈴木鼓太郎及金丸義信陸續退團，由於比賽減少，選手契約由「有基本薪資保障」改成較無保障的「有比賽才有薪資」，但允許所屬選手自由參戰其他團體的比賽。
- 2019年7月8日，秋山準因為想專心於現場事務而退任社長，由現任社長福田剛紀接任。

### 2020年代
- 2020年1月16日，秋山準退任常務理事及總經理職務。
- 2020年5月9日，秋山準擔任DDT職業摔角的客座教練，同年7月1日成為DDT的租借選手，此時選手會長諏訪魔發起「脫·秋山」運動。
- 2020年12月31日，秋山準於和全日本職業摔角契約到期後退團。
- 2022年9月18日，睽違18年後再度前進日本武道館，舉辦50周年紀念大會。

## 冠軍頭銜
- 三冠重量級王座
- 世界雙打王座
- 世界次重量級王座
- 亞洲雙打王座
- GAORA TV冠軍
- 全日本職業摔角TV認定6人雙打王座

## 聯盟戰、錦標賽
- Jr. BATTLE OF GLORY
  - 限定次重量級選手參賽，採分組循環賽制。循環賽採30分鐘1次決勝負，獲勝得2分積分，時間到平手得1分積分，敗戰及雙方犯規、場外出局、無效比賽等其他形式的平手無積分。
  - A組第1名與B組第2名、A組第2名與B組第1名進行交叉準決賽，獲勝的選手進行決賽。
  - 交叉準決賽及決賽採無時間限制1次決勝負。
  - 2020年因2019冠狀病毒疾病疫情停辦，隔年以單敗淘汰制的型態恢復舉行。
- 冠軍嘉年華
  - 除2000年採單敗淘汰制外，餘均採循環賽制，是否分組視安排而定。循環賽採30分鐘1次決勝負，獲勝得2分積分，時間到平手得1分積分，敗戰及雙方犯規、場外出局、無效比賽等其他形式的平手無積分。
  - 無分組時，積分最高的2位選手進行決賽。有分組時，1992年前為直接由分組第1名選手進行決賽，2002年起A組第1名與B組第2名、A組第2名與B組第1名進行交叉準決賽，獲勝的選手進行決賽。
  - 交叉準決賽及決賽採無時間限制1次決勝負。
  - 自1991年起，只要於冠軍嘉年華取得優勝的選手不是時任三冠王者，即自動取得三冠挑戰資格。
  - 1997年因為三澤光晴、川田利明、小橋健太3人積分並列第1而於4月19日進行三方決賽，第1場三澤和小橋打滿30分鐘平手，第2場川田擊敗已經打滿30分鐘的三澤，第3場川田擊敗已經打滿30分鐘的小橋，由川田獲得優勝。
  - 2000年採單敗淘汰制，最後4月15日由小橋健太擊敗大森隆男獲得優勝，隔年賽制即恢復為循環賽。
- Jr. TAG BATTLE OF GLORY
  - 限定次重量級選手參賽，採循環賽制。循環賽採30分鐘1次決勝負，獲勝得2分積分，時間到平手得1分積分，敗戰及雙方犯規、場外出局、無效比賽等其他形式的平手無積分。
  - 循環賽積分最高的2隊進行決賽，採無時間限制1次決勝負。
  - 2020年受到2019冠狀病毒疾病疫情影響採特殊規則，除改為單敗淘汰制外，準決賽前的比賽改為10分鐘1次決勝負，數秒2下即獲勝，時間到平手由總體重較輕的隊伍晉級，體重相同時由總年資較淺的隊伍晉級。決賽採無時間限制1次決勝負，數秒3下獲勝。
  - 2021年採單敗淘汰制，所有比賽均採無時間限制1次決勝負。
- 王道錦標賽
  - 所有比賽均採無時間限制1次決勝負。
  - 2020年因2019冠狀病毒疾病疫情停辦。
- 世界最強雙打決定聯盟戰
  - 採循環賽制，循環賽1983年前採45分鐘1次決勝負，1984年起改為30分鐘1次決勝負。
  - 獲勝得2分積分，時間到平手得1分積分，敗戰及雙方犯規、場外出局、無效比賽等其他形式的平手無積分。
  - 1994年以前比賽開始前時任世界雙打冠軍需繳回頭銜，由優勝隊伍成為新任世界雙打冠軍，1995年起取消。惟2002年、2014年因當時王座空缺而由優勝隊伍成為新任世界雙打冠軍。
  - 1994年以前及2002年、2020年循環賽積分最高的隊伍即為優勝，1995年起(2002年與2020年除外)由積分最高的2隊進行決賽。如果積分第2名的隊伍不只1隊，則並列第2名的隊伍需先進行比賽，獲勝的隊伍晉級決賽。

## 新秀養成比賽
- 番勝負
  - 由年輕選手與當時團體的優秀選手進行單打比賽，如巨無霸鶴田「巨無霸鶴田試煉的十番勝負」、第2代虎面「猛虎七番勝負」、小橋健太「小橋健太七番勝負」、諏訪間幸平(即諏訪魔)「諏訪間幸平試煉的七番勝負」等。
- 翌檜杯聯盟戰
  - 限定年輕選手參賽，未固定舉行。

## 外部連結
- 官方网站
- All Japan Pro-Wrestling title histories （页面存档备份，存于）
- Puroresu.com summary （页面存档备份，存于）